# Fred DeLuca
Fred DeLuca (ur. 3 października 1947 w Brooklynie, zm. 14 września 2015) – amerykański przedsiębiorca, współzałożyciel sieci barów szybkiej obsługi Subway.

## Życiorys
Fred DeLuca urodził się 3 października 1947 roku na Brooklynie jako syn Salvatore DeLuca i Carmeli Ombres DeLuca. Przez część dzieciństwa mieszkał na Bronksie, a gdy miał 10 lat, rodzina przeniosła się do Schenectady, a pięć lat później do Bridgeport, w którym w 1965 roku ukończył Central High School. Przygotowując się do studiów lekarskich, podjął letnią dorywczą pracę w sklepie, jednak zdawał sobie sprawę, że jest to praca zbyt nisko płatna, by pokryć wydatki związane ze studiami. W czasie jednego z rodzinnych przyjęć podzielił się z inż. Buckiem ideą założenia sklepu z kanapkami. Buck pożyczył DeLuce 1000 dolarów na ten cel i został partnerem w tym biznesie. DeLuca otworzył sklep 28 sierpnia 1965 roku w Bridgeport, w jego prowadzeniu pomagali mu członkowie rodziny. W miarę rozwoju firmy, DeLuca zarzucił plany podjęcia studiów lekarskich, ukończył natomiast psychologię na University of Bridgeport (1971).
W 1974 roku sieć Subway posiadała już 16 sklepów; wówczas też rozpoczęto współpracę z franczyzobiorcami, dzięki czemu cztery lata później Subway posiadał już 100 sklepów, a w 1987 roku 1000, zaś w następnych latach koncern uruchamiał średnio 1500 nowych punktów rocznie.
DeLuca otrzymał doktorat honoris causa na University of Bridgeport (2002).
Zmarł 14 września 2015 roku, po dwóch latach od zdiagnozowania białaczki.
Od 1966 roku żonaty z Elisabeth DeLuca, para miała syna, Jonathana.